# Phaiogramma etruscaria
Phaiogramma etruscaria es una especia de polilla de la familia Geometridae.

## Descripción
Phaiogramma etruscaria tiene una envergadura alar que alcanza entre 17,7-19,3 mm en los machos y 20-23,3 mm en las hembras. Las alas son de color verde claro, con líneas antemediales blancas claramente visibles y pequeñas estriaciones veteadas. La tibia posterior solo tiene espolones terminales en los machos, dos pares de espuelas en las hembras. Las antenas son ciliadas en los machos, mientras que en las hembras son filiformes. Los adultos vuelan de mayo a junio. Hay una generación por año. Las pupas hibernan.
Las larvas son polífogas y se alimentan de varias especies de Apiaceae (Anethum graveolens, Bupleurum, Foeniculum vulgare, Daucus, Ferula, Peucedanum) y en Thapsus, Lotus, Clematis y Rosmarinus.

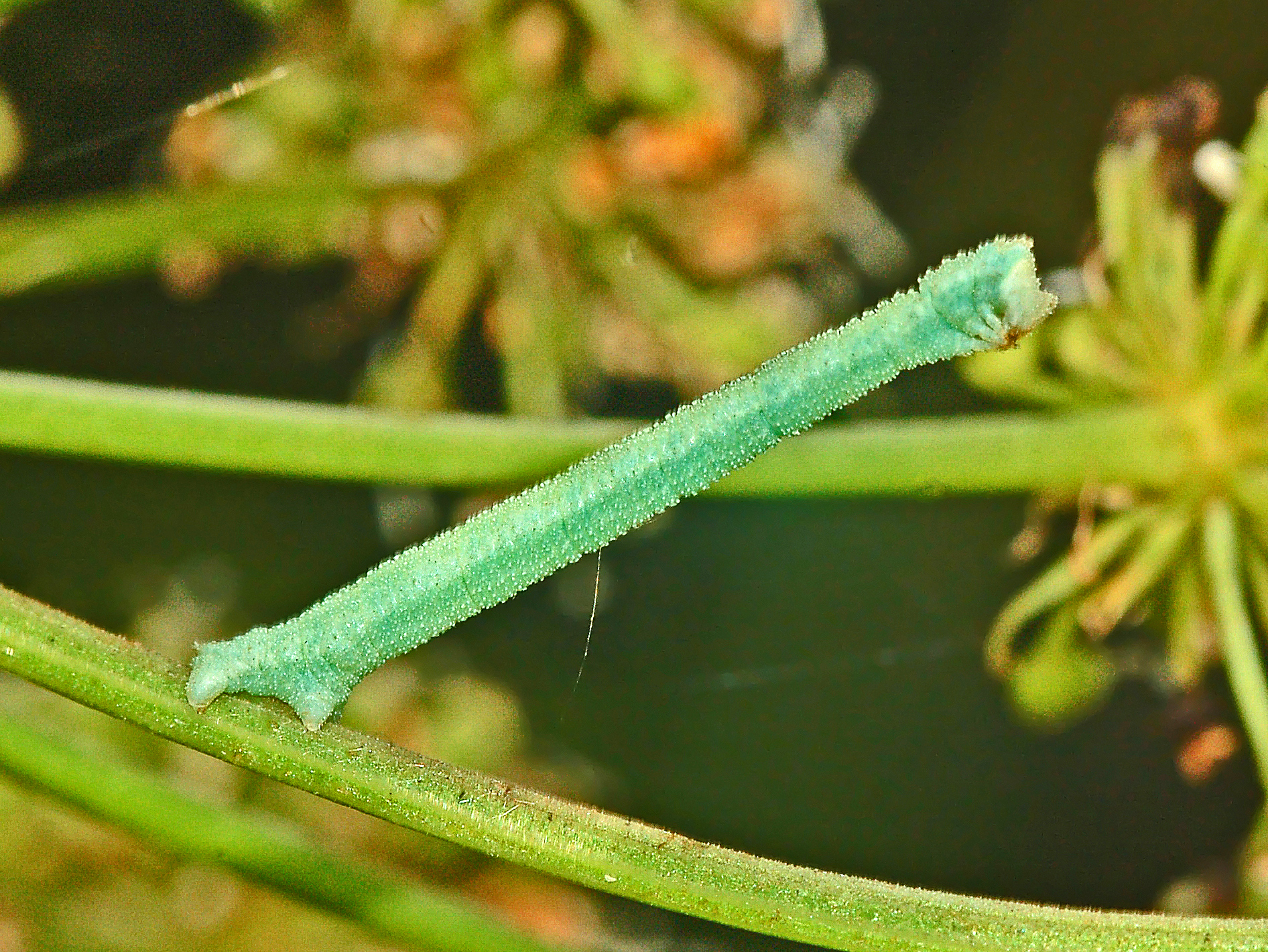
Oruga de Phaiogramma etruscaria

## Distribución
Se las puede encontrar desde el área mediterránea de Europa a la zona central de Asia. Se han registrado observaciones en Rusia, Italia, Francia, Crimea, Turkmenistán, Kirguistán y Kazajistán.

## Hábitat
Esta especie habita en matorrales templados y laderas xerófilas.